# Langogne
Langogne est une commune française située dans le nord-est du département de la Lozère, en région Occitanie.
Exposée à un climat de montagne, elle est drainée par l'Allier, le Donozau, le Langouyrou, la Ribeyre, le Chasalde, le Réal et par divers autres petits cours d'eau. La commune possède un patrimoine naturel remarquable composé de six zones naturelles d'intérêt écologique, faunistique et floristique.
Langogne est une commune rurale et littorale qui compte 2 860 habitants en 2022. Ses habitants sont appelés les Langonais ou Langonaises.

## Géographie

### Localisation
Située dans le nord-est de la Lozère, la commune est limitrophe des départements de l'Ardèche et de la Haute-Loire.

### Communes limitrophes
Les communes limitrophes sont Lespéron, Pradelles, Luc, Saint-Flour-de-Mercoire, Rocles et Naussac-Fontanes.
| Naussac-Fontanes           | Pradelles (Haute-Loire) |                    |
| Rocles                     | Langogne                | Lespéron (Ardèche) |
|                            | Saint-Flour-de-Mercoire | Luc                |
| Enclave : Naussac-Fontanes |                         |                    |

### Voies de communication et transports
Langogne se trouve à égale distance (environ 45 min en voiture) de Mende (préfecture de la Lozère) et (environ 45 min) du Puy-en-Velay (préfecture de la Haute-Loire).
La ville se situe également à 1 h de Marvejols (Lozère), de Saint-Chély-d'Apcher (Lozère) ou d'Yssingeaux (Haute-Loire) et 1 h 15 d'Aubenas (Ardèche).
Pour se rendre dans de plus grandes agglomérations, il faut compter 1 h 40 pour Saint-Étienne (Loire), 1 h 50 pour Alès (Gard), 2 h 15 pour Lyon (Rhône) ou Clermont-Ferrand (Puy-de-Dôme), 2 h 30 pour Nîmes (Gard) ou Valence (Drôme), et près de 3 h pour Montpellier (Hérault).
Voisine du lac de Naussac, la commune de Langogne est cernée par une couronne de montagnes au relief atténué : la Margeride à l'ouest, le volcan de Bonjour au sud-ouest et la butte de Beauregard à l'est avec une petite élévation aplatie au sommet appelée Mont Milan. Elle se trouve aussi à l'orée de la vaste forêt de Mercoire d'où serpente le Langouyrou, qui lui a probablement donné son nom. Cette rivière, au parcours tumultueux parfois, s'écoule doucement en traversant Langogne puis se jette dans l'Allier qui continue sa course à la sortie de la ville.
Position privilégiée, à l'abri du vent, malgré une altitude élevée (920 mètres), Langogne bénéficie d'une ouverture vers le nord sur l'axe Lyon-Toulouse via la RN 88, de la proximité des départements de l'Ardèche et de la Haute-Loire et aussi du lac de Naussac.
Le bassin de vie de Langogne a depuis toujours été un espace de commerce privilégié. En effet, Langogne est située sur le chemin de Régordane, ancienne route romaine, mais aussi sur le chemin de Stevenson.
De nos jours, la commune est desservie par la route nationale 88 et par la ligne de chemin de fer des Cévennes (axe Clermont-Ferrand-Nîmes).
En 1980, la commune cède une petite partie de son territoire à la commune voisine de Naussac afin de pouvoir construire le nouveau village près du lac. Ce territoire, non contigu, est enclavé dans la commune de Langogne.
Langogne est également connue pour son marché aux veaux le samedi matin (dernier marché au sifflet de France).

### Géologie et relief
À l'ère primaire (il y a 300 millions d'années), des bouleversements ont créé le « V hercynien » au milieu du Massif que l'on appelle aujourd'hui Massif central. Il s'agissait de plissements terrestres très importants : l'un du nord-ouest au sud-est, l'autre du nord-est au sud-ouest, qui ont modifié complètement le paysage et l'altitude. Langogne se trouvait vers le point de jonction de ces deux phénomènes géologiques. C'était l'époque appelée « pénéplaine » ou « post-hercynienne ».
Au cours des âges, d'une altitude élevée, par le phénomène d'érosion (le vent et l'eau), les sommets se sont atténués et les crêtes adoucies.
À l'ère secondaire, la mer arrive tout près et dépose d'immenses bancs de calcaire ou de grès (aux environs de Villefort, les causses du Bergognon, Prévenchères…) mais elle n'arrive pas à Langogne.
À l'ère tertiaire, c'est au tour des monts pyrénéens et alpins de subir de vastes plissements qui poussent le Massif central et font éclater de part en part l'écorce terrestre. Des éruptions volcaniques ont lieu alors dans la contrée : les volcans de Bonjour près de Langogne, vers Tartas en Haute-Loire et au bois du Chapelas, qui ont créé par leur lave fumante et le jaillissement de leurs cendres de vastes plaines fertiles (Barres, le Plagnal et Concoules). Cette croûte s'est étendue peu à peu sur un relief précédemment cristallin de la pénéplaine. Les eaux aussi ont subi à cette époque de profonds bouleversements suivant progressivement les modifications de relief. C'est ainsi que l'Allier et le Langouyrou ont suivi les plissements géologiques et formé petit à petit leur lit actuel. Ces modifications terrestres qui se sont étalées sur des millions d'années ont créé dans cette région une mosaïque géologique : des granits à l'ouest, des gneiss à l'est et des laves volcaniques au centre.

### Hydrographie

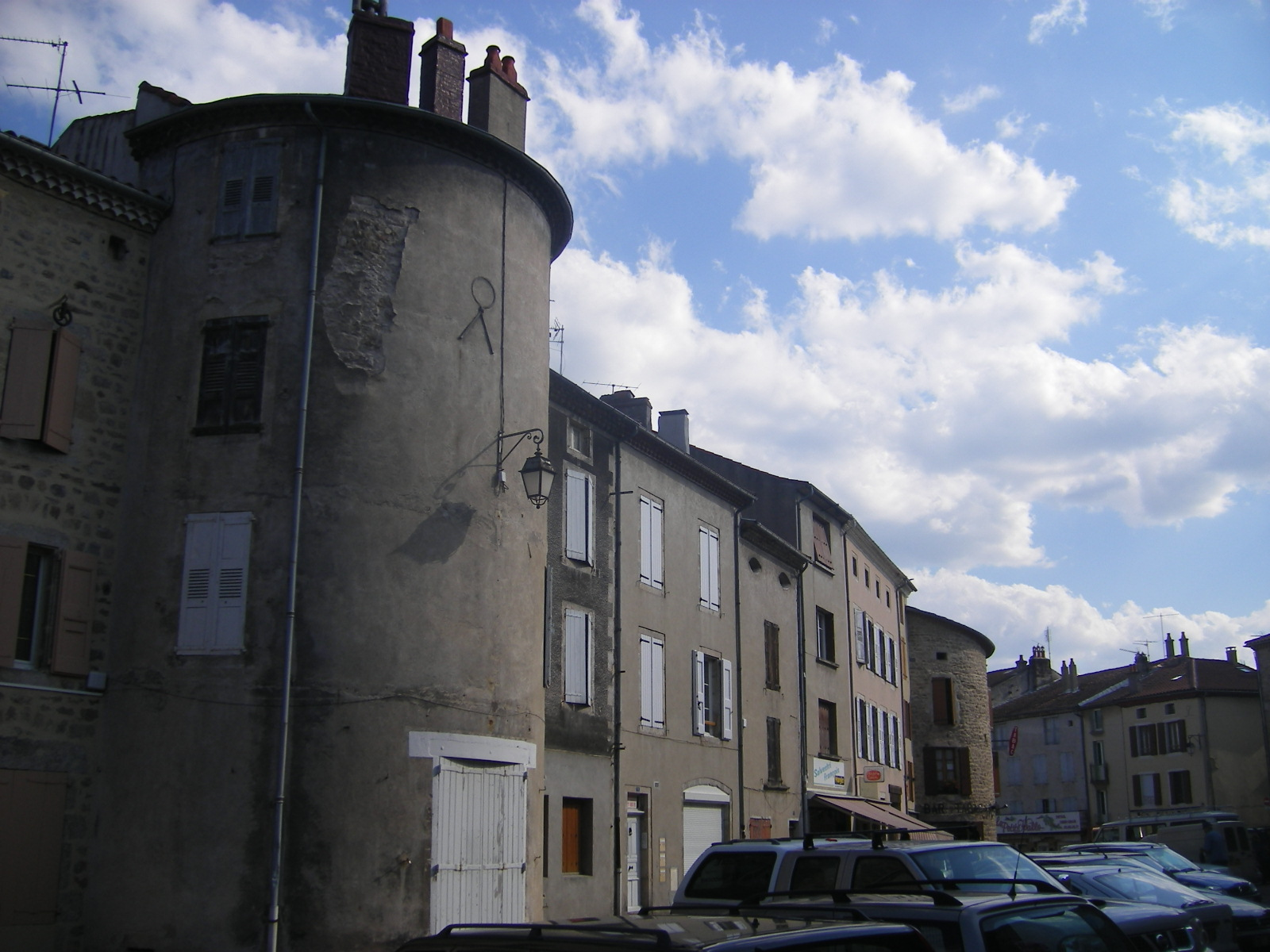
Langogne.

La ville est traversée par le Langouyrou au confluent avec l'Allier au nord de la ville.

### Climat
Pour des articles plus généraux, voir Climat de l'Occitanie et Climat de la Lozère.
En 2010, le climat de la commune est de type climat de montagne, selon une étude s'appuyant sur une série de données couvrant la période 1971-2000. En 2020, Météo-France publie une typologie des climats de la France métropolitaine dans laquelle la commune est exposée à un climat de montagne ou de marges de montagne et est dans la région climatique Sud-est du Massif Central, caractérisée par une pluviométrie annuelle de 1 000 à 1 500 mm, minimale en été, maximale en automne.
Pour la période 1971-2000, la température annuelle moyenne est de 8,5 °C, avec une amplitude thermique annuelle de 15,9 °C. Le cumul annuel moyen de précipitations est de 1 042 mm, avec 8,5 jours de précipitations en janvier et 6 jours en juillet. Pour la période 1991-2020, la température moyenne annuelle observée sur la station météorologique la plus proche, située sur la commune de Châteauneuf-de-Randon à 17 km à vol d'oiseau, est de 7,5 °C et le cumul annuel moyen de précipitations est de 919,4 mm,. Pour l'avenir, les paramètres climatiques de la commune estimés pour 2050 selon différents scénarios d’émission de gaz à effet de serre sont consultables sur un site dédié publié par Météo-France en novembre 2022.

### Milieux naturels et biodiversité
L’inventaire des zones naturelles d'intérêt écologique, faunistique et floristique (ZNIEFF) a pour objectif de réaliser une couverture des zones les plus intéressantes sur le plan écologique, essentiellement dans la perspective d’améliorer la connaissance du patrimoine naturel national et de fournir aux différents décideurs un outil d’aide à la prise en compte de l’environnement dans l’aménagement du territoire.
Trois ZNIEFF de type 1 sont recensées sur la commune :
- les « gorges du Haut-Allier - Alleyras à Saint-Étienne-du-Vigan » (5 485 ha), couvrant 15 communes dont 11 dans la Haute-Loire et quatre dans la Lozère[9] ;
- le « Haut-bassin de l'Allier » (2 648 ha), couvrant 12 communes dont neuf dans l'Ardèche et trois dans la Lozère[10] ;
- le « ruisseau du Donozau » (16 ha), couvrant 3 communes du département[11] ;

et trois ZNIEFF de type 2, :
- les « Dèves » (43 200 ha), couvrant 34 communes dont 33 dans la Haute-Loire et une dans la Lozère[12] ;
- la « haute vallée de l'Allier » (65 625 ha), couvrant 73 communes dont trois dans le Cantal, 63 dans la Haute-Loire et sept dans la Lozère[13] ;
- les « hauts bassins de l'Allier et de l'Ardèche » (17 943 ha), couvrant 15 communes dont 12 dans l'Ardèche et trois dans la Lozère[14].

Cartes des ZNIEFF de type 1 et 2 à Langogne.
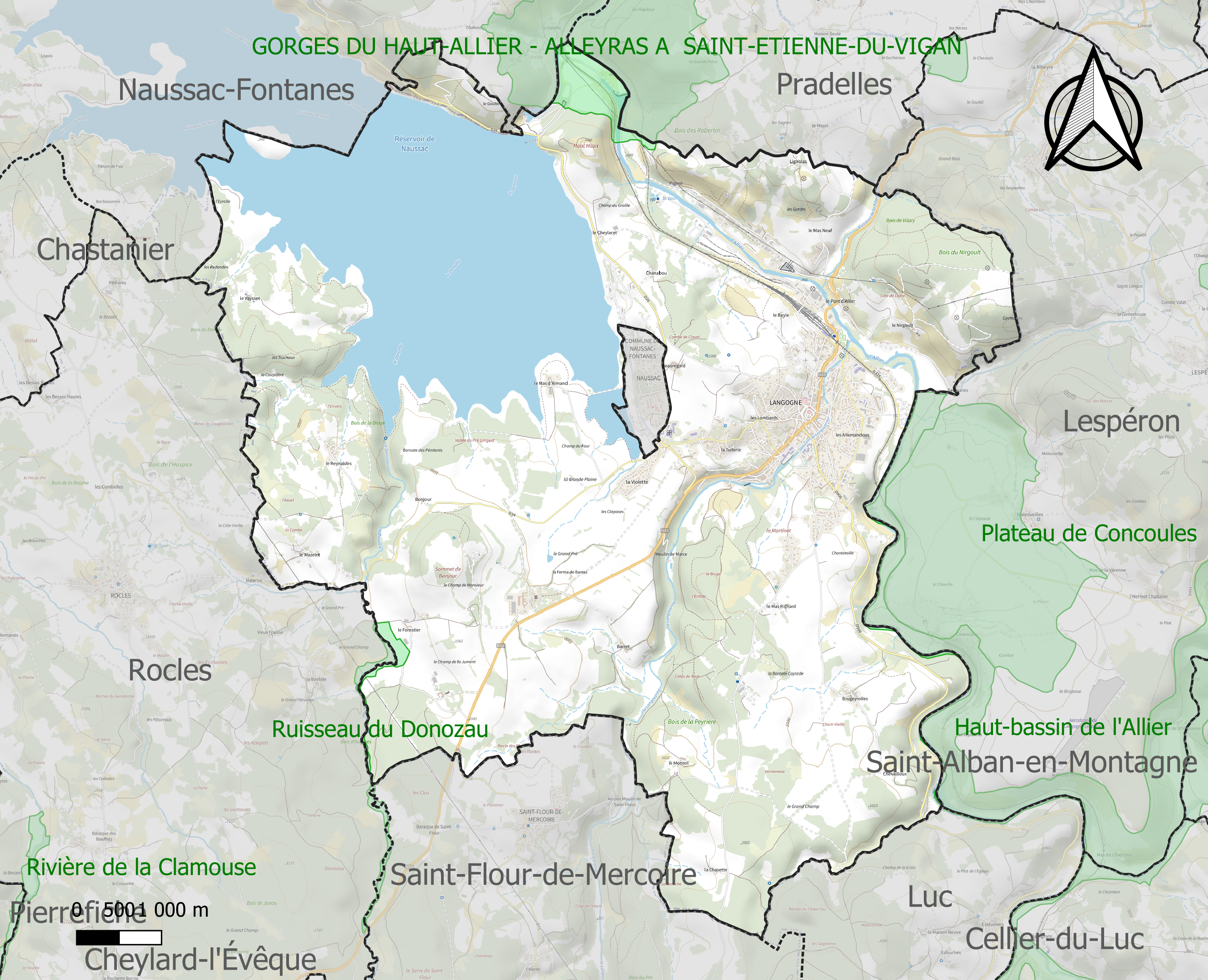
Carte des ZNIEFF de type 1 sur la commune.
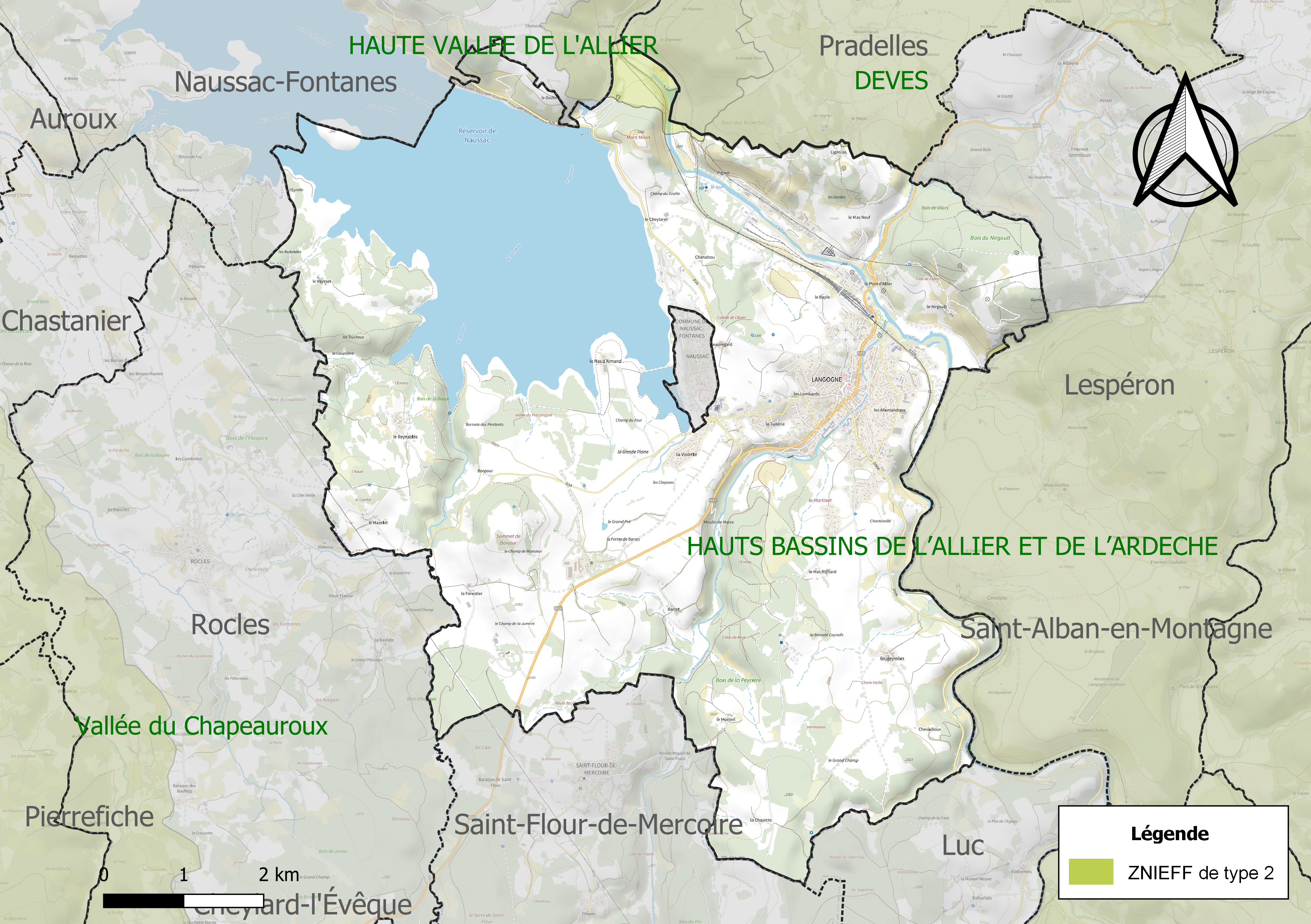
Carte des ZNIEFF de type 2 sur la commune.

## Urbanisme

### Typologie
Au 1er janvier 2024, Langogne est catégorisée bourg rural, selon la nouvelle grille communale de densité à sept niveaux définie par l'Insee en 2022.
Elle appartient à l'unité urbaine de Langogne, une unité urbaine monocommunale constituant une ville isolée,. La commune est en outre hors attraction des villes,.
La commune, bordée par un plan d’eau intérieur d’une superficie supérieure à 1 000 hectares, le lac de Naussac, est également une commune littorale au sens de la loi du 3 janvier 1986, dite loi littoral. Des dispositions spécifiques d’urbanisme s’y appliquent dès lors afin de préserver les espaces naturels, les sites, les paysages et l’équilibre écologique du littoral, tel le principe d'inconstructibilité, en dehors des espaces urbanisés, sur la bande littorale des 100 mètres, ou plus si le plan local d’urbanisme le prévoit.

### Occupation des sols
L'occupation des sols de la commune, telle qu'elle ressort de la base de données européenne d’occupation biophysique des sols Corine Land Cover (CLC), est marquée par l'importance des territoires agricoles (45 % en 2018), en augmentation par rapport à 1990 (38,1 %). La répartition détaillée en 2018 est la suivante :
prairies (33,2 %), forêts (25,6 %), eaux continentales (17,5 %), zones agricoles hétérogènes (11,7 %), zones urbanisées (6,3 %), milieux à végétation arbustive et/ou herbacée (3,9 %), zones industrielles ou commerciales et réseaux de communication (1,7 %). L'évolution de l’occupation des sols de la commune et de ses infrastructures peut être observée sur les différentes représentations cartographiques du territoire : la carte de Cassini (XVIIIe siècle), la carte d'état-major (1820-1866) et les cartes ou photos aériennes de l'IGN pour la période actuelle (1950 à aujourd'hui).

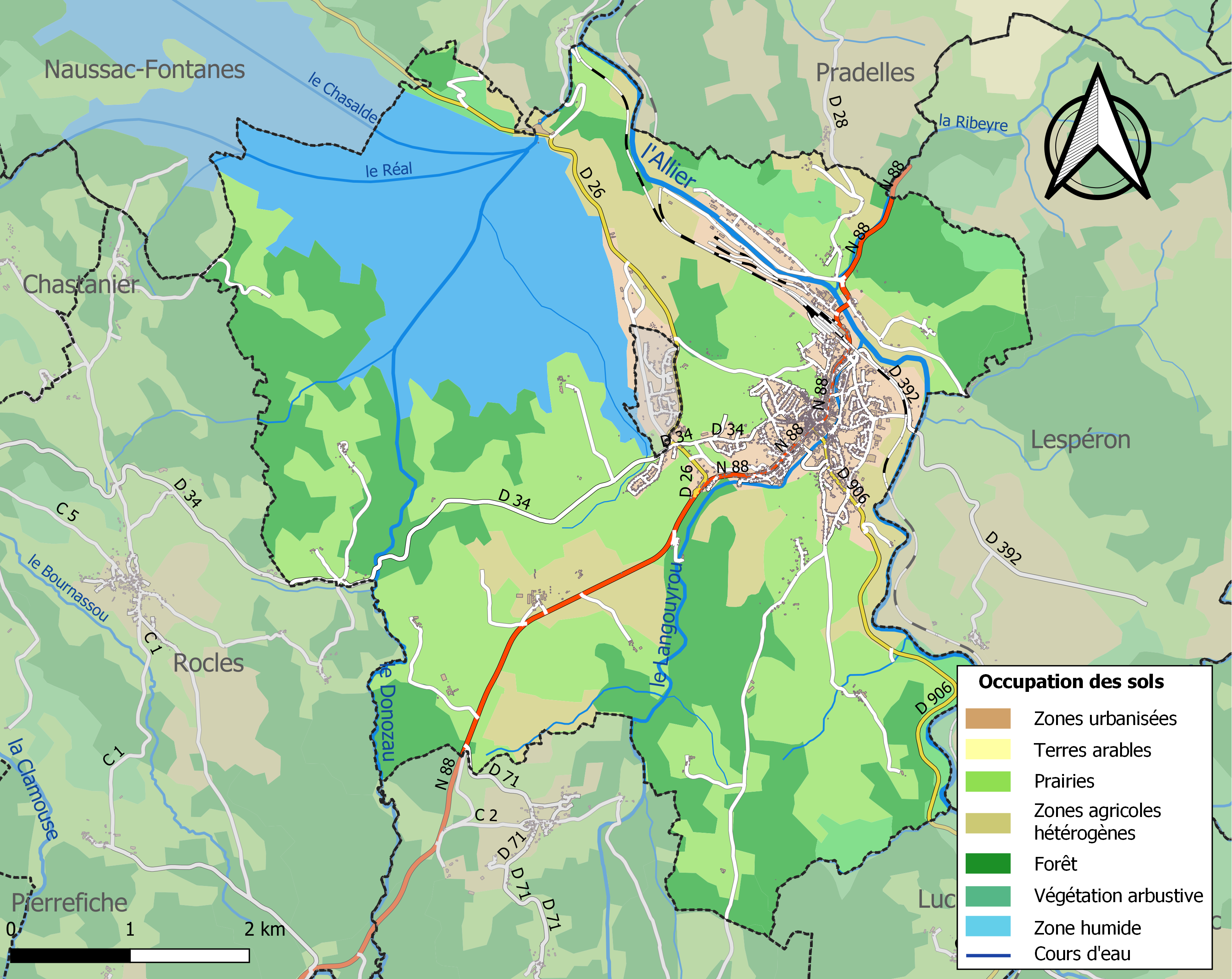
Carte des infrastructures et de l'occupation des sols de la commune en 2018 (CLC).

### Risques majeurs
Le territoire de la commune de Langogne est vulnérable à différents aléas naturels : météorologiques (tempête, orage, neige, grand froid, canicule ou sécheresse), inondations, feux de forêts et séisme (sismicité faible). Il est également exposé à deux risques technologiques, le transport de matières dangereuses et la rupture d'un barrage, et à un risque particulier : le risque de radon. Un site publié par le BRGM permet d'évaluer simplement et rapidement les risques d'un bien localisé soit par son adresse soit par le numéro de sa parcelle.

#### Risques naturels
Certaines parties du territoire communal sont susceptibles d’être affectées par le risque d’inondation par débordement de cours d'eau, notamment l'Allier, le Langouyrou et le Donozau. La commune a été reconnue en état de catastrophe naturelle au titre des dommages causés par les inondations et coulées de boue survenues en 1982, 1994, 2008 et 2020,.
Langogne est exposée au risque de feu de forêt. Un plan départemental de protection des forêts contre les incendies (PDPFCI) a été approuvé en décembre 2014 pour la période 2014-2023. Les mesures individuelles de prévention contre les incendies sont précisées par divers arrêtés préfectoraux et s’appliquent dans les zones exposées aux incendies de forêt et à moins de 200 mètres de celles-ci. L’arrêté du 23 mars 2018, complété par un arrêté de 2020, réglemente l'emploi du feu en interdisant notamment d’apporter du feu, de fumer et de jeter des mégots de cigarette dans les espaces sensibles et sur les voies qui les traversent sous peine de sanctions. L'arrêté du 23 août 2021, abrogeant un arrêté de 2002, rend le débroussaillement obligatoire, incombant au propriétaire ou ayant droit,,.

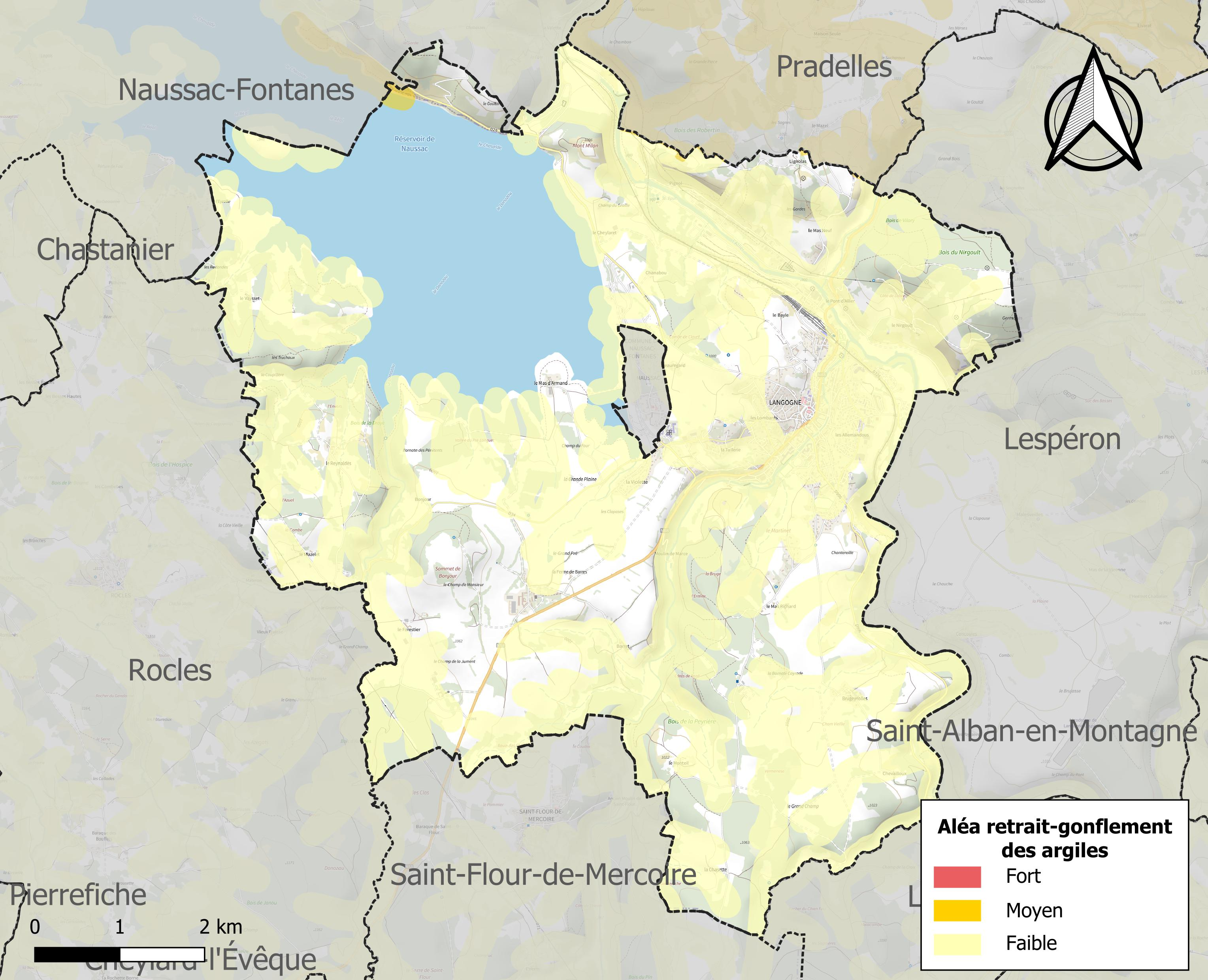
Carte des zones d'aléa retrait-gonflement des sols argileux de Langogne.

Le retrait-gonflement des sols argileux est susceptible d'engendrer des dommages importants aux bâtiments en cas d’alternance de périodes de sécheresse et de pluie. 0,2 % de la superficie communale est en aléa moyen ou fort (15,8 % au niveau départemental et 48,5 % au niveau national). Sur les 1 118 bâtiments dénombrés sur la commune en 2019, aucun n'est en aléa moyen ou fort, à comparer aux 14 % au niveau départemental et 54 % au niveau national. Une cartographie de l'exposition du territoire national au retrait gonflement des sols argileux est disponible sur le site du BRGM,.
Par ailleurs, afin de mieux appréhender le risque d’affaissement de terrain, l'inventaire national des cavités souterraines permet de localiser celles situées sur la commune.

#### Risques technologiques
Le risque de transport de matières dangereuses sur la commune est lié à sa traversée par des infrastructures routières ou ferroviaires importantes ou la présence d'une canalisation de transport d'hydrocarbures. Un accident se produisant sur de telles infrastructures est susceptible d’avoir des effets graves sur les biens, les personnes ou l'environnement, selon la nature du matériau transporté. Des dispositions d’urbanisme peuvent être préconisées en conséquence.
La commune est en outre située en aval du barrage de Naussac, un ouvrage de classe A. À ce titre elle est susceptible d’être touchée par l’onde de submersion consécutive à la rupture de cet ouvrage.

#### Risque particulier
Dans plusieurs parties du territoire national, le radon, accumulé dans certains logements ou autres locaux, peut constituer une source significative d’exposition de la population aux rayonnements ionisants. Certaines communes du département sont concernées par le risque radon à un niveau plus ou moins élevé. Selon la classification de 2018, la commune de Langogne est classée en zone 3, à savoir zone à potentiel radon significatif.

## Toponymie
Le nom de Langogne est répertorié comme d'origine « gauloise » (même racine « lingo » que la rivière Langouyrou qui traverse la ville et qui signifierait « saut »). En latin médiéval, elle était Lingonia. Le nom occitan, en écriture occitane normalisée, est Lengònha, ce qui rend bien compte de la prononciation locale proche de « lingouogno ».

## Histoire
La création de la ville de Langogne remonte à la fondation de son monastère, en 998.

### Préhistoire
L'analyse des sites archéologiques autour du mont Milan laisse penser à une activité humaine au moins aux IIe et Ier siècles av. J.-C., c'est-à-dire entre la fin du 2e âge de fer et le début de l'époque gallo-romaine. Deux sites importants de vestiges archéologiques (Lago et Coudelines) attestent d'une présence gauloise dans la vallée de Naussac et si la vidange du barrage en 2005 a fait apparaître en surface des pièces étonnantes à exploiter, les pages d'histoire restent muettes jusqu'en l'an 998 où, les actes de fondations de la ville, texte officiel capital, parlent pour la première fois de Langogne.

### Le Moyen Âge
Le territoire appelé Gévaudan est divisé alors en huit vicairies. Le vicomte Étienne et sa femme Angelmode qui, avancés en âge, voulaient marquer Langogne de leur empreinte spirituelle ont, avec leur fortune, fait bâtir une église et un monastère. Ce sont douze moines bénédictins de Saint-Chaffre du Monastier qui s'installent ici et une vie rurale s'organise alors autour d'eux. Des remparts sont construits pour protéger cette communauté laborieuse : de petites maisons en chaume viennent se blottir près du prieuré et l'on peut supposer que, malgré la pauvreté des terres et les maigres ressources, des années s'écoulent calmement dans le respect des règles religieuses et de l'autorité du prieur, puisque celui-ci est propriétaire des terres et jouit des droits seigneuriaux.
La situation géographique de cette petite cité médiévale en fait rapidement un carrefour d'échanges et de négoce. En 1336, le premier marché notoire appelé foire de la Saint Gilles donne à Langogne la réputation commerciale qu'elle gardera toujours. On y vend du vin, du cuir, des tissus, de la laine et des produits agricoles divers. Les marchands s'installent petit à petit dans le bourg, la population s'accroît et des constructions se font au-delà des murs.

### Temps modernes
En 1568, en pleines guerres de Religion, le capitaine huguenot Merle à la tête de 9 000 hommes pille et détruit la ville : il s'agit d'une de ses premières exactions. La ville doit se reconstruire.
Au cours des siècles, le régime féodal laisse progressivement place à une administration laïque. Langogne devient ville de consulat et obtient ses libertés et ses magistrats. D'abord administrée par un conseil politique composé d'un maire, de deux assesseurs, de quatre consuls et quatre conseillers, un édit de 1771 vient établir officiellement le rôle du maire. Il reste toutefois au seigneur la justice et la puissance territoriale. Il faudra attendre les États généraux, en 1789, et la Révolution pour que le département de la Lozère soit créé. Langogne, après quelque hésitation (car la Haute-Loire s'intéresse aussi à ce territoire bien situé géographiquement), y est rattaché. Le premier maire, Jean Bourguignat de Chabaleyre a poursuivi son mandat quelques mois suivi par Jean Louis Mathieu.

### Révolution française et Empire
La ville fut chef-lieu de district de 1790 à 1795. Si l'administration est bien établie, la vie quotidienne de la cité demeure difficile : deux inondations ravagent la partie basse de Langogne (le 3 octobre et le 10 novembre 1790) tuant neuf personnes. Le gel touchant les récoltes conduit la municipalité à emprunter 25 000 francs pour nourrir ses citoyens. En 1792, après la chute de la royauté, une société populaire est chargée de surveiller les municipalités. Des faits rapportés dans les archives font état de perquisitions, rafles d'animaux, d'objets précieux ou religieux. On traque surtout les anti-révolutionnaires en dispersant les religieux et occupant leurs locaux. Ainsi, les Bénédictins, les Capucins, les sœurs de Notre-Dame et de Saint-Joseph sont expropriés. Le 19 novembre 1793, tous les objets religieux sont amoncelés sur la place des Moines et brûlés. La statue de la Vierge est retirée du bûcher subrepticement par le pharmacien Tantoine et protégée en attendant des jours meilleurs. Les périodes sombres du Directoire laissent des souvenirs amers : les villageois sont bien sûr favorables aux réformes nécessaires, mais ils restent profondément attachés à la religion et aux communautés religieuses qui ont régi leur pays durant des siècles. Pourtant, si l'on en croit les écrits, ils ne semblent pas réagir fortement aux cruautés et aux actions dévastatrices du comité de surveillance pourchassant le clergé : perquisition du couvent de Saint-Marie (collège) pour y mettre 106 détenus et condamnation à mort d'Honoré Mazoyé, père bénédictin réfractaire, et de Gabrielle Privat, sa protectrice dénoncés par ses voisins.
C'est en 1815 que monsieur de Colombet de Landos, lieutenant colonel et chevalier de Saint-Louis, devient maire et grand administrateur de la commune. Il érige la Tour de l'Horloge. Il a même, à plusieurs reprises, prêté de l'argent à la mairie pour faire aboutir ses projets de modernisation de la ville. Il a également fait ouvrir le cimetière actuel (le précédent se trouvait au pied de la chapelle des Pénitents) et le collège (lycée Saint-Pierre-et-Saint-Paul actuel).

### Époque contemporaine

#### Le temps du chemin de fer
Le 16 mai 1870, l'ouverture du tronçon Langeac-Villefort de la ligne ferroviaire Le Cévenol, reliant Paris à Nîmes, désenclave la commune.
Après la Première Guerre mondiale, le 26 décembre 1920, le conseil municipal de Langogne adopte la commune de La Neuville-Bosmont (Aisne) afin de l'aider dans le cadre de la reconstruction des régions dévastées par les combats. Il s'engage à lui verser la somme de 250 francs par an pendant cinq ans et invite les cantons de Grandrieu, Villefort et Châteauneuf à se joindre à lui. Il décide également que le jour de la fête votive une vente d'insignes sera effectuée et que la recette sera reversée à La Neuville-Bosmont.

#### La Seconde Guerre mondiale
À la fin de la Seconde Guerre mondiale, la ville est libérée par la 1re DB en août 1944.

#### La contestation au barrage de Naussac
En 1976, le mouvement de contestation du barrage de Naussac, culmine avec une manifestation à Langogne et au Mas d'Armand les 7 et 8 août 1977. La commune est alors une des premières, avec Orgosolo en Sardaigne ou Cervières (Hautes-Alpes), à participer à la révolte non-violente des agriculteurs pour leurs terres, des années 1970, sur le mode de la désobéissance civile.
Le 7 avril 2000, Langogne obtient le record du monde de la saucisse la plus longue du monde de 23 kilomètres. Il s'agissait de 23 160 mètres exactement. Ce record consacre la tradition charcutière de la ville.
En 2017, la commune possède un centre hébergeant des sans-papiers.

## Politique et administration

### Découpage territorial
La commune de Langogne est membre de la communauté de communes du Haut Allier, un établissement public de coopération intercommunale (EPCI) à fiscalité propre créé le 7 décembre 2006 dont le siège est à Langogne. Ce dernier est par ailleurs membre d'autres groupements intercommunaux.
Sur le plan administratif, elle est rattachée à l'arrondissement de Mende, à la circonscription administrative de l'État de la Lozère et à la région Occitanie.
Sur le plan électoral, elle dépend du canton de Langogne pour l'élection des conseillers départementaux, depuis le redécoupage cantonal de 2014 entré en vigueur en 2015, et de la circonscription de la Lozère  pour les élections législatives, depuis le dernier découpage électoral de 2010.

### Liste des maires
| Période  | Période  | Identité         | Étiquette                            | Qualité                                                                                              |
| -------- | -------- | ---------------- | ------------------------------------ | --- |
| 1945     | 1947     | Robert Eugène    |                                      | |
| 1947     | 1959     | Maurice Prat     |                                      | |
| 1959     | 1977     | Félix Viallet    | RPF puis RS puis UNR puis UDR        | Abbé, enseignant. Conseiller municipal 1er adjoint au maire. Conseiller général de Langogne. Député. |
| 1977     | 1983     | Georges Brunel   | PS                                   | |
| 1983     | 1989     | René Aurand      | RPR                                  | |
| 1989     | 1995     | Georges Brunel   | PS                                   | |
| 1995     | 2005     | Robert Surjous   | UDF-PR puis UDF-DL puis RPR puis UMP | Conseiller général de Langogne                                                                       |
| 2005     | 2008     | Madeleine Romeuf | UMP puis NC                          | |
| 2008     | mai 2020 | Guy Malaval      | PS                                   | |
| mai 2020 | En cours | Marc Oziol       | PS                                   | |

### Jumelages
- Albisheim (Pfrimm)

## Population et société

### Démographie

#### Évolution démographique
L'évolution du nombre d'habitants est connue à travers les recensements de la population effectués dans la commune depuis 1793. Pour les communes de moins de 10 000 habitants, une enquête de recensement portant sur toute la population est réalisée tous les cinq ans, les populations de référence des années intermédiaires étant quant à elles estimées par interpolation ou extrapolation. Pour la commune, le premier recensement exhaustif entrant dans le cadre du nouveau dispositif a été réalisé en 2006.

En 2022, la commune comptait 2 860 habitants, en évolution de −0,9 % par rapport à 2016 (Lozère : +0,11 %, France hors Mayotte : +2,11 %).
| 1793  | 1800  | 1806  | 1821  | 1831  | 1836  | 1841  | 1846  | 1851  |
| ----- | ----- | ----- | ----- | ----- | ----- | ----- | ----- | ----- |
| 2 295 | 2 272 | 2 440 | 2 575 | 2 720 | 2 706 | 2 744 | 2 795 | 3 156 |

| 1856  | 1861  | 1866  | 1872  | 1876  | 1881  | 1886  | 1891  | 1896  |
| ----- | ----- | ----- | ----- | ----- | ----- | ----- | ----- | ----- |
| 3 874 | 3 227 | 3 036 | 3 040 | 3 611 | 3 696 | 3 808 | 3 652 | 3 634 |

| 1901  | 1906  | 1911  | 1921  | 1926  | 1931  | 1936  | 1946  | 1954  |
| ----- | ----- | ----- | ----- | ----- | ----- | ----- | ----- | ----- |
| 3 552 | 3 917 | 3 919 | 3 663 | 3 867 | 3 930 | 4 145 | 4 332 | 4 212 |

| 1962  | 1968  | 1975  | 1982  | 1990  | 1999  | 2006  | 2011  | 2016  |
| ----- | ----- | ----- | ----- | ----- | ----- | ----- | ----- | ----- |
| 4 184 | 4 096 | 3 760 | 3 542 | 3 380 | 3 095 | 3 071 | 2 969 | 2 886 |

| 2021  | 2022  | - | - | - | - | - | - | - |
| ----- | ----- | - | - | - | - | - | - | - |
| 2 867 | 2 860 | - | - | - | - | - | - | - |

#### Pyramide des âges
En 2018, le taux de personnes d'un âge inférieur à 30 ans s'élève à 30,5 %, soit un taux supérieur à la moyenne départementale (29,7 %). Le taux de personnes d'un âge supérieur à 60 ans (35,1 %) est supérieur au taux départemental (32,5 %).
En 2018, la commune comptait 1 417 hommes pour 1 469 femmes, soit un taux de 50,90 % de femmes, supérieur au taux départemental (50,04 %).
Les pyramides des âges de la commune et du département s'établissent comme suit :
| Hommes | Classe d’âge | Femmes |
| ------ | ------------ | ------ |
| 1,1    | 90 ou +      | 2,7    |
| 11,0   | 75-89 ans    | 16,6   |
| 19,8   | 60-74 ans    | 19,0   |
| 21,8   | 45-59 ans    | 18,9   |
| 14,0   | 30-44 ans    | 13,9   |
| 17,4   | 15-29 ans    | 16,1   |
| 14,9   | 0-14 ans     | 12,8   |

| Hommes | Classe d’âge | Femmes |
| ------ | ------------ | ------ |
| 1      | 90 ou +      | 2,8    |
| 9,1    | 75-89 ans    | 11,8   |
| 21,6   | 60-74 ans    | 21,1   |
| 21,5   | 45-59 ans    | 20,2   |
| 16,3   | 30-44 ans    | 15,9   |
| 15,5   | 15-29 ans    | 13,6   |
| 15     | 0-14 ans     | 14,6   |

### Manifestations et événements
- En 2007, le tour cycliste du Gévaudan a fait étape à Langogne, et c'est l'Australien du VC La Pomme Marseille, David Tanner, qui s'est imposé.
- Le Festival Interfolk, fin juillet.
- Festiv'Allier, festival de la nouvelle scène de la chanson française, des arts du cirque et des arts de rues, début août.
- Fête de Langogne avec défilé de chars fleuris, le premier dimanche d'août.

## Économie

### Revenus
En 2018, la commune compte 1 320 ménages fiscaux, regroupant 2 593 personnes. La médiane du revenu disponible par unité de consommation est de 19 820 € (20 420 € dans le département). 40 % des ménages fiscaux sont imposés (43,2 % dans le département).

### Emploi
|                | 2008  | 2013  | 2018  |
| -------------- | ----- | ----- | ----- |
| Commune        | 6,5 % | 6,3 % | 9,2 % |
| Département    | 5 %   | 6,4 % | 7,1 % |
| France entière | 8,3 % | 10 %  | 10 %  |

En 2018, la population âgée de 15 à 64 ans s'élève à 1 695 personnes, parmi lesquelles on compte 66,4 % d'actifs (57,2 % ayant un emploi et 9,2 % de chômeurs) et 33,6 % d'inactifs,. Depuis 2008, le taux de chômage communal (au sens du recensement) des 15-64 ans est supérieur à celui du département, mais inférieur à celui de la France.
La commune est hors attraction des villes,. Elle compte 1 478 emplois en 2018, contre 1 537 en 2013 et 1 640 en 2008. Le nombre d'actifs ayant un emploi résidant dans la commune est de 994, soit un indicateur de concentration d'emploi de 148,7 % et un taux d'activité parmi les 15 ans ou plus de 46,3 %.
Sur ces 994 actifs de 15 ans ou plus ayant un emploi, 727 travaillent dans la commune, soit 73 % des habitants. Pour se rendre au travail, 74,4 % des habitants utilisent un véhicule personnel ou de fonction à quatre roues, 0,8 % les transports en commun, 18,1 % s'y rendent en deux-roues, à vélo ou à pied et 6,7 % n'ont pas besoin de transport (travail au domicile).

## Culture locale et patrimoine

### Lieux et monuments

#### Bâtiments et lieux publics remarquables

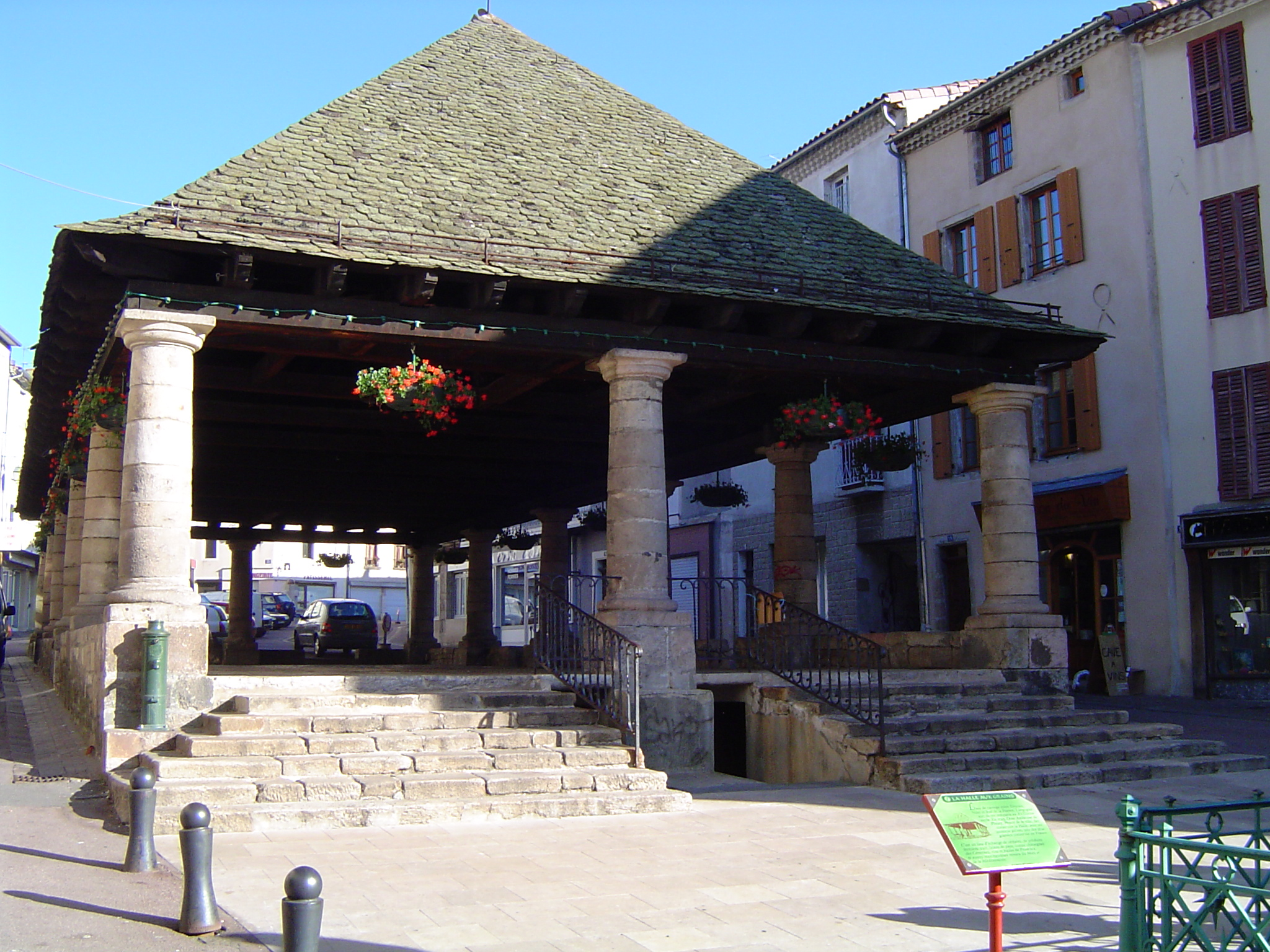
La halle.

La halle, classée monument historique, massive, imposante, érigée en 1742, abrita les importantes transactions de grains qui se faisaient à cette époque. De nos jours, elle accueille les marchés hebdomadaires et diverses manifestations traditionnelles.
Devant la halle, le monument aux morts est également inscrit au titre des monuments historiques.
De ce cœur de la ville partent de petites routes montantes. L'une d'entre elles, la rue Haute, fut sans doute un des chaînons d'une voie celtique menant à l'oppidum du mont Milan. Elle a conservé quelques souvenirs émouvants de son passé : fenestrons avec des vitraux à armature de plomb, dates sur des portails en pierres appareillées (1621, 1622, 1685, 1717, 1778), des enseignes rouillées, des anneaux de fer où l'on attachait les montures. C'étaient les rues des tisserands, des drapiers, des cardeurs, des fileuses. Cette activité textile a donné, pendant des siècles, une grande animation à ce quartier maintenant endormi.

#### Bâtiments religieux
- Chapelle des Pénitents de Langogne.
- Chapelle Notre-Dame de Langogne.

##### Église Saint-Gervais-Saint-Protais de Langogne
L'église romane Saint-Gervais-Saint-Protais de Langogne fut édifiée au XIIe siècle, par les moines venus de Saint-Chaffre, sur les bords du ruisseau de Mercoire, affluent de l'Allier au pied de la butte de Beauregard. Elle est détruite au XVIe siècle.
Durant les guerres de Religion, Langogne fut assiégée, une grande partie du monastère fut brûlée et l'église subit de grandes destructions.
Il a fallu plus de trente ans pour réparer les dégâts. La restauration apporta des modifications profondes. À l'extérieur, les échauguettes ne furent pas reconstruites et le portail fut entièrement refait en style gothique flamboyant.
Le prieuré de Langogne étant très lié à celui de Chamalières-sur-Loire, il put bénéficier des études et des plans des architectes qui dirigeaient la construction de l'église de Chamalières.
Les deux monuments ont été réalisés avec les mêmes caractéristiques du style roman bourguignon. Mais leur destin ne fut pas identique ; Chamalières est restée presque dans son état d'origine tandis que l'église de Langogne fut victime de la méchanceté et des bêtises des hommes.
L'incendie de 1784 fit disparaître le clocher quadrangulaire, lequel fut remplacé par un clocher octogonal. La nef ne fut réparée qu'en 1829.
Le clocher a gardé ses quatre cloches fondues en 1850, qui rappellent l'heure aux habitants par leur tintement.
Au XIXe siècle, l'église fut agrandie pour répondre à l'augmentation de la population.

L'église Saint-Gervais-Saint-Protais de Langogne fait l'objet d'un classement au titre des monuments historiques depuis 1840. Plusieurs objets sont référencés dans la base Palissy (voir les notices liées).

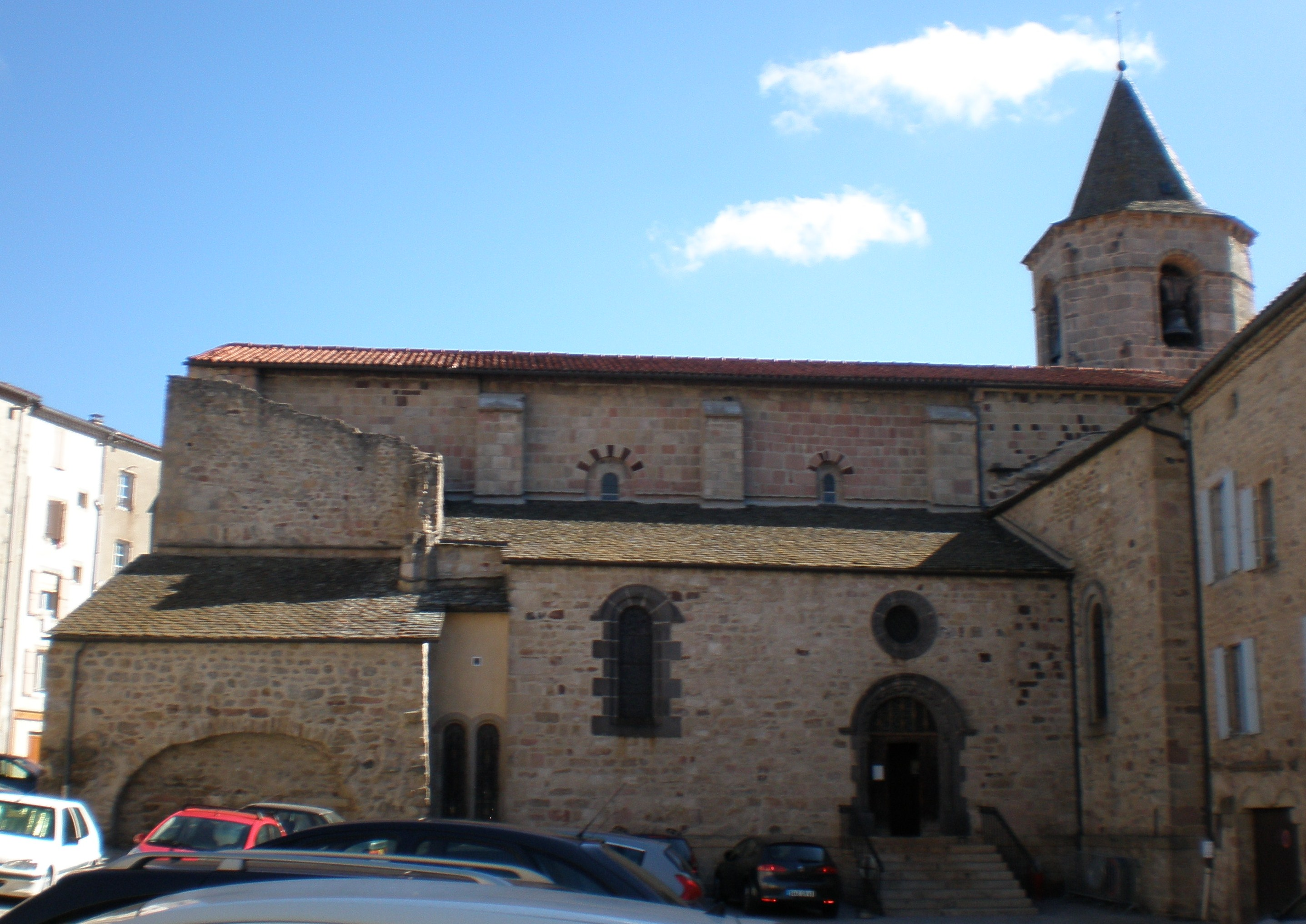
Église Saint-Gervais-Saint-Protais.
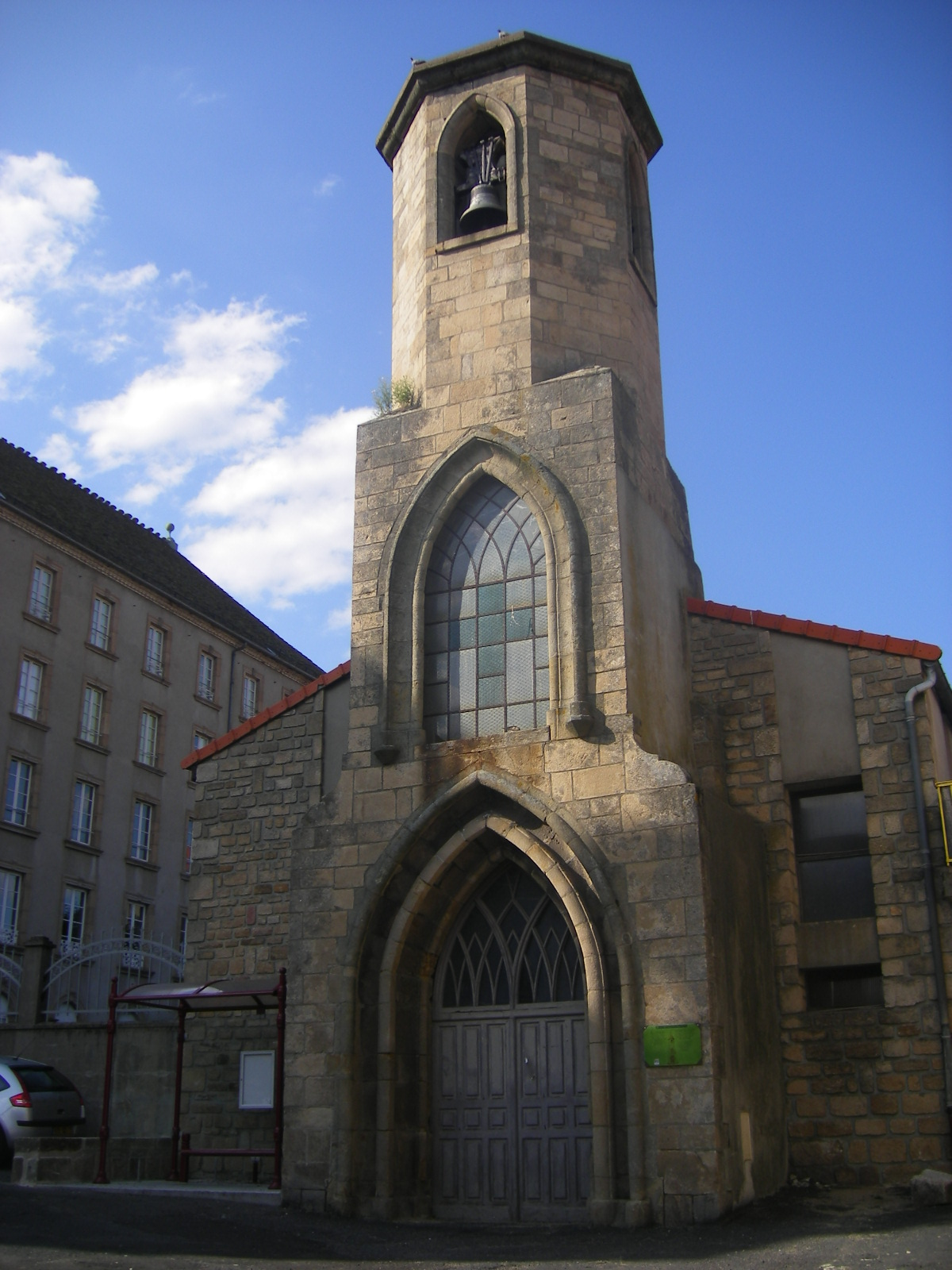
La chapelle des Pénitents.
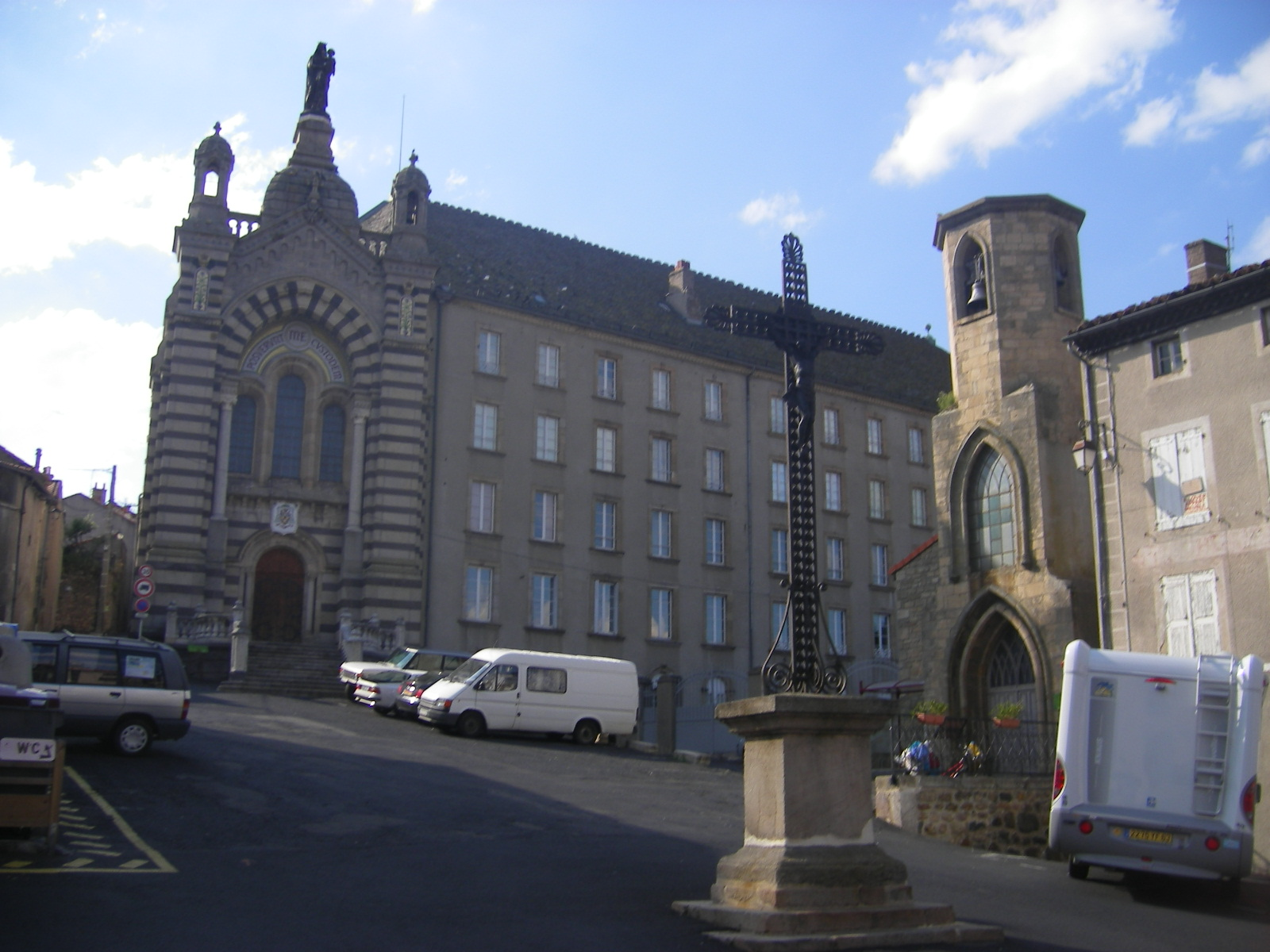
Chapelle Notre-Dame de Langogne.

- Le Château de la Vigerie à Langogne.

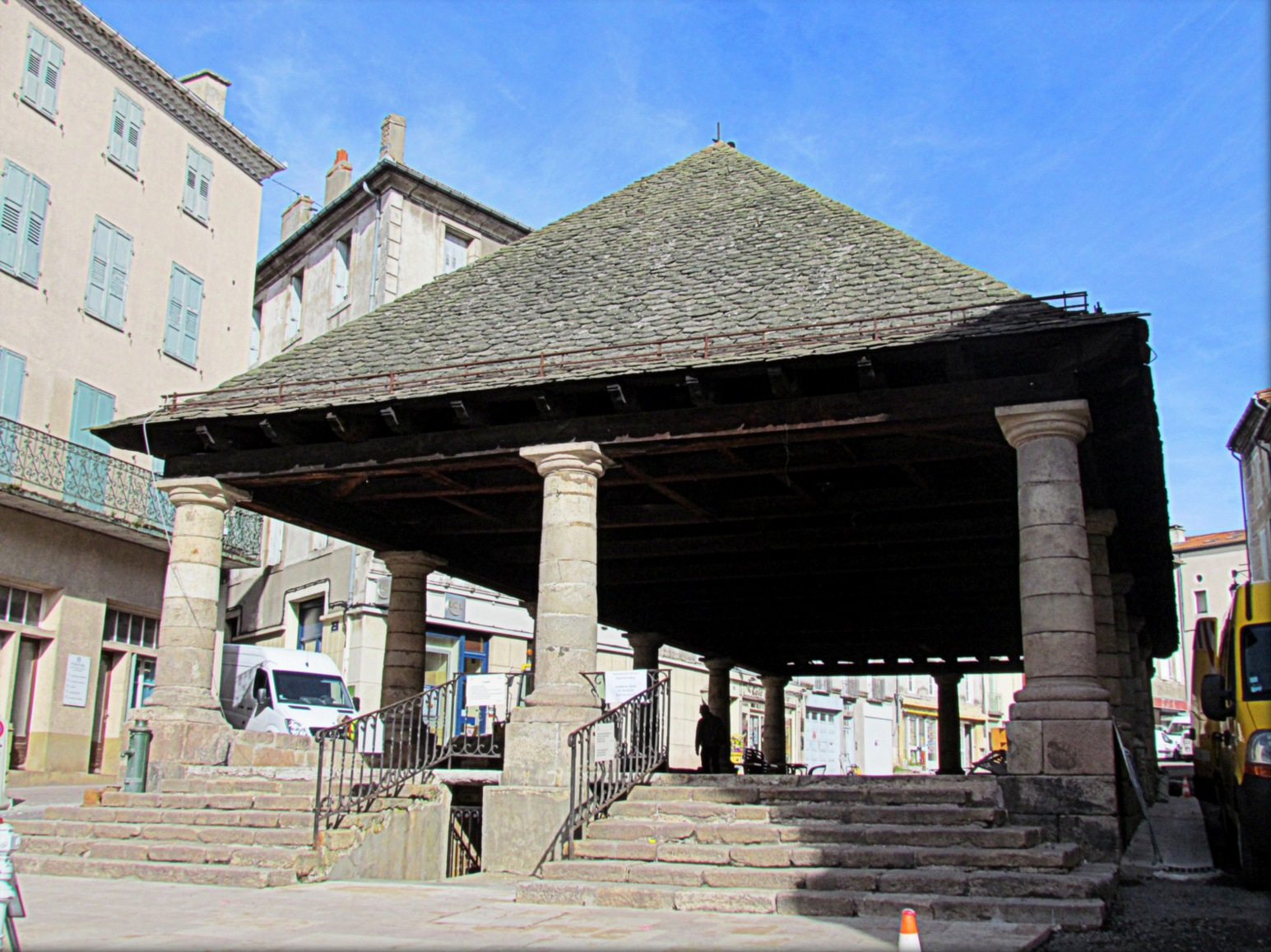
Ancienne halle aux Grains.
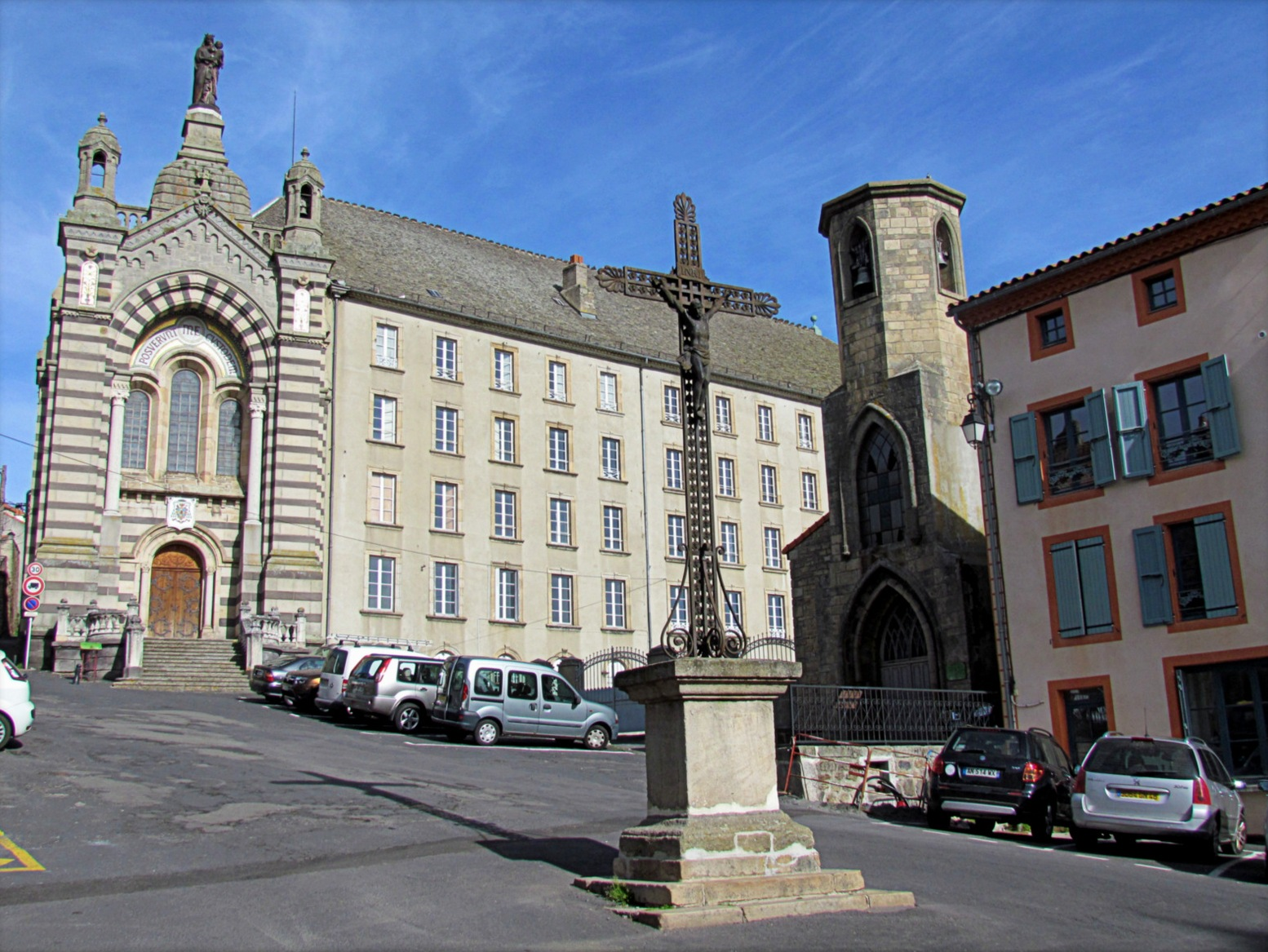
Chapelle du couvent (à gauche) et chapelle des Pénitents (à droite).
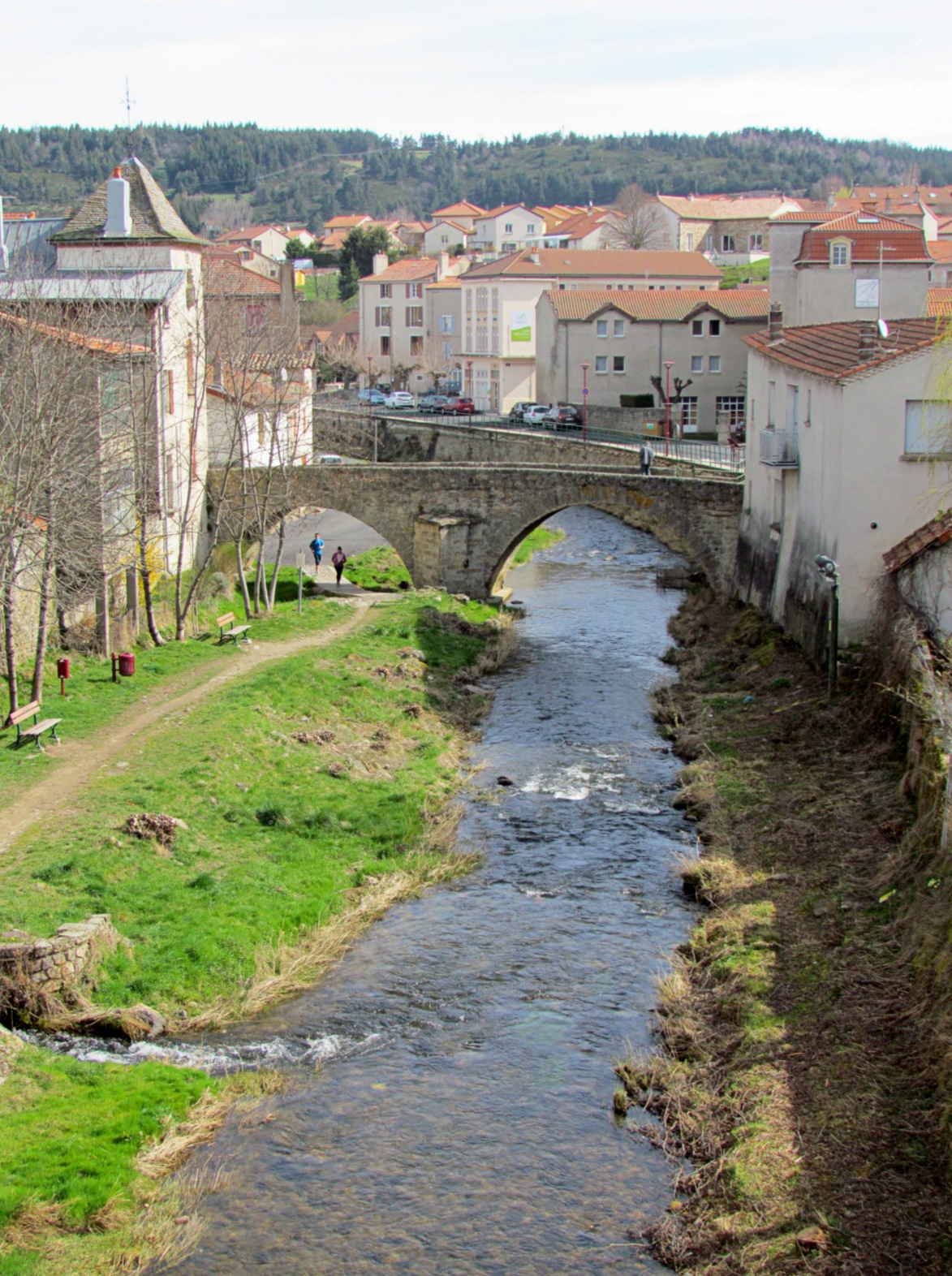
Pont vieux sur le Langouyrou.

#### Petit patrimoine

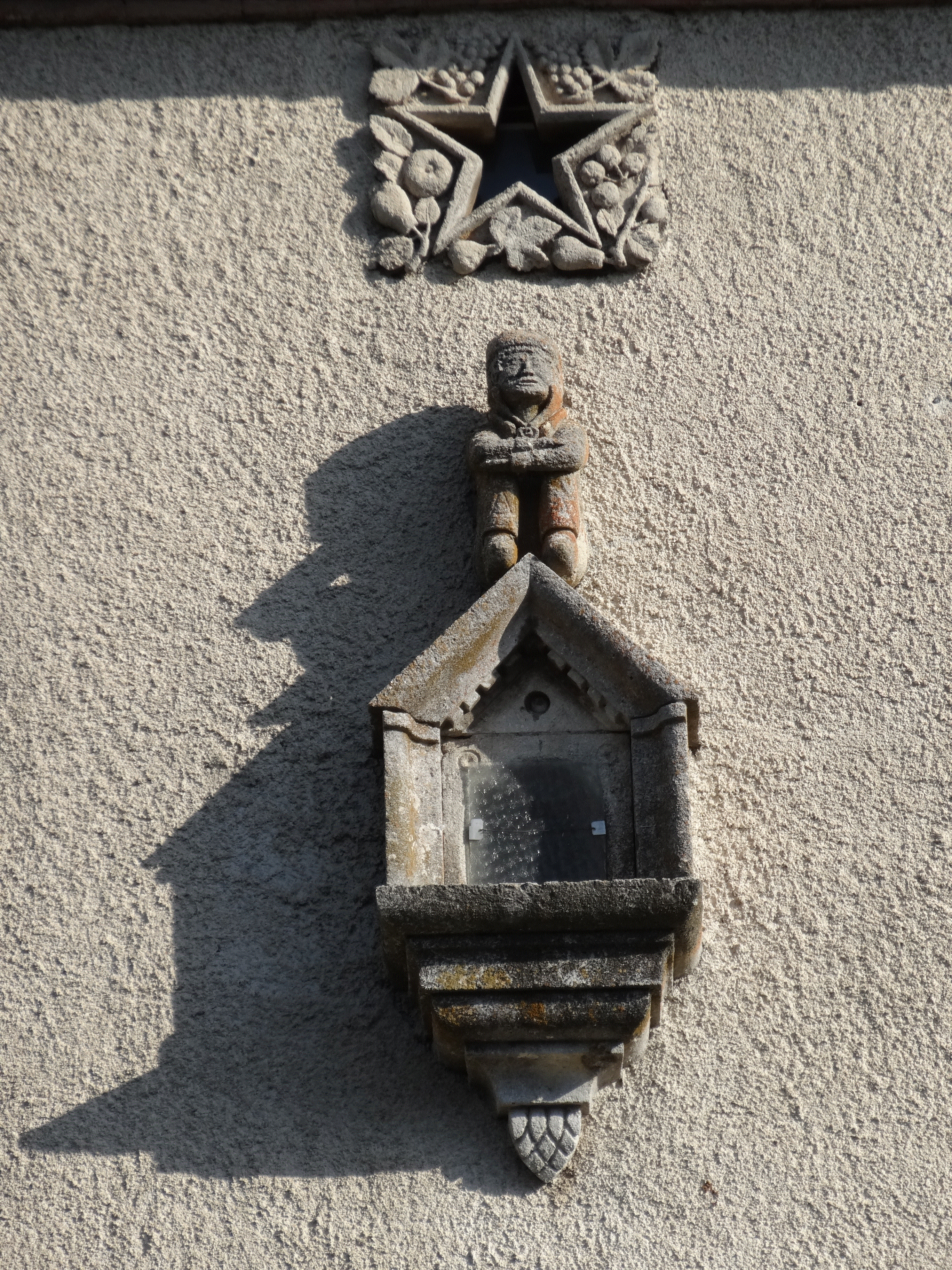
Sculpture saillante de façade indiquant l'habitation d'un cagot.

Par la présence d'une étrange sculpture saillante, en façade d'une maison située dans ce qui fut naguère un des faubourgs de la ville, celle-ci conserve la mémoire de ce que fut la relégation des cagots.

#### Musées
Le passé plus que millénaire de Langogne est depuis toujours lié à sa rivière, le Langouyrou, affluent de l'Allier : eau nourricière, eau des lavandières, eau guérisseuse, eau des tanneries, eau permettant d'actionner des martinets et moulins de la rue des Calquières.
C'est depuis 1442 que l'on atteste la présence de moulins : moulins bladiers, moulins à foulons et c'est ici qu'au XIXe siècle, l'ancêtre de la famille Engles est venu installer une filature.
Découvrir la filature des Calquières, c'est renouer avec ses racines, avec le passé lainier si riche en Gévaudan, c'est découvrir l'histoire de l'eau, des hommes et d'un métier.
La filature des Calquières, monument historique, en bordure du Langouyrou est alimentée en eau par un béal, dérivé du Langouyrou grâce à une digue 800 mètres en amont.

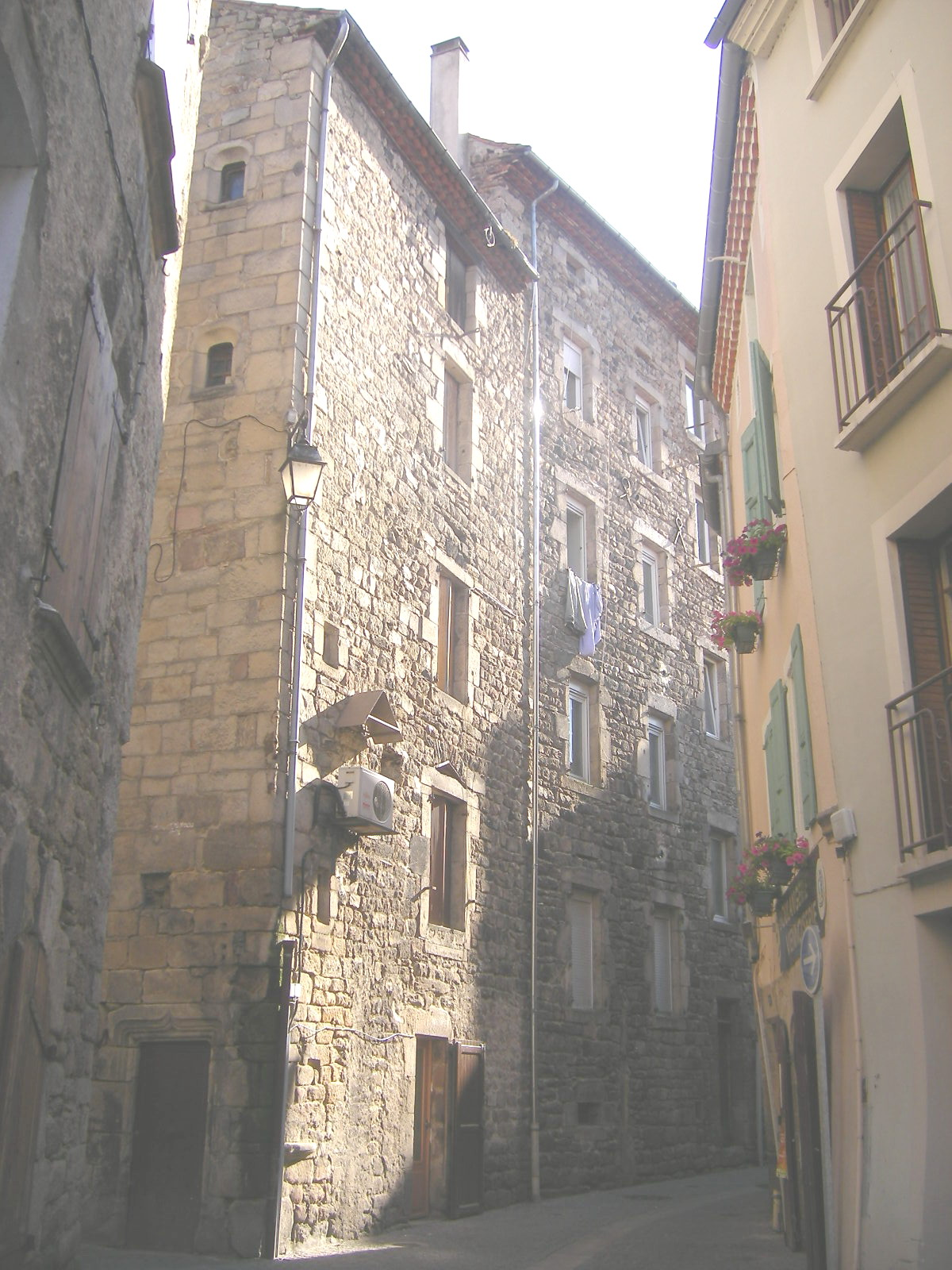
Une rue de Langogne.

### Personnalités liées à la commune
- Claude Vital Apollinaire Forestier (1755-1812) : natif de Langogne où son père était médecin, diplômé de la faculté de Montpellier, médecin militaire pendant la guerre d'indépendance des États-Unis, médecin de l'école de médecine de Saint-Cyr et du lycée de Versailles[47]
- Jean Adam Molette de Morangiès (1791-1841), homme politique, député de la Lozère de 1837 à 1841.
- Pierre Henri Mathieu (1793-1872), homme politique, député de l'Ardèche de 1834 à 1849.
- Jean-Baptiste Monnier, natif de Langogne (1795), élu député en 1849.
- Joseph-Michel-Frédéric Bonnet (1835-1923), évêque de Viviers.
- Pierre Galtier (1846-1908), natif de Langogne, qui mit en évidence dans les années 1880 le virus de la rage et réussit avant Pasteur à en réduire les effets.
- Blaise-Armand de Sabadel (1850-1914), plus connu comme Pie de Langogne, archevêque de Corinthe.
- L'écrivain écossais Robert Louis Stevenson (1850-1894) fit étape le 23 septembre 1878 à Langogne lors de son périple à travers les Cévennes qu'il relate dans Voyage avec un âne dans les Cévennes (1879).
- Paul-Marie-Édouard Bresson (1884-1967), archevêque de Nouméa.
- Pierre Lequesne (1904-1947), Compagnon de la Libération[48]
- L'abbé Félix Viallet (1912-2005) qui fut député-maire de Langogne en 1956 est un agrégé de Lettres connu pour ses recherches historiques effectuées sur la région de Langogne, limitrophe du plateau de Peyrebeille.
- Hervé Chabalier, né à Langogne le 7 septembre 1945, journaliste et patron de l'agence de documentaires d'actualité CAPA.
- Serge Laget, né à Langogne, journaliste sportif.
- Jean-Claude Chazal, né à Langogne le 1er avril 1944, ancien député, est un élu de la commune.

### Héraldique
| Langogne | Le blasonnement de Langogne est : d'or à quatre pals de gueules, au chef d'azur chargé d'une lettre L onciale d'argent |